# Phyllopodopsyllus bradyi
Phyllopodopsyllus bradyi är en kräftdjursart som först beskrevs av T. Scott 1892.  Phyllopodopsyllus bradyi ingår i släktet Phyllopodopsyllus och familjen Tetragonicipitidae. Inga underarter finns listade i Catalogue of Life.